# 糙叶矢车菊
糙叶矢车菊（学名：Centaurea adpressa）为菊科矢车菊属的植物。分布在俄罗斯、欧洲以及中国大陆的新疆等地，生长于海拔440米至1,325米的地区，见于荒漠、草原、河滩地及田间，目前尚未由人工引种栽培。